# Kanton Entraygues-sur-Truyère
Kanton Entraygues-sur-Truyère (francouzsky Canton d'Entraygues-sur-Truyère) je francouzský kanton v departementu Aveyron v regionu Midi-Pyrénées. Tvoří ho pět obcí.

## Obce kantonu
- Entraygues-sur-Truyère
- Espeyrac
- Le Fel
- Golinhac
- Saint-Hippolyte